# Elekeiroz
Elekeiroz é uma empresa química brasileira tendo a sua sede em Várzea Paulista no interior de São Paulo. Além de possuir uma fábrica em Várzea Paulista, também possui fábrica em Camaçari, na Bahia. Atualmente a empresa pertence ao Grupo OCQ.

## História
Em 1894, a Elekeiroz teve sua origem no laboratório farmacêutico Queiroz Moura e Cia., fundado pelo farmacêutico Luiz M. Pinto de Queiroz.
Em 1909, a Queiroz Moura e Cia. muda razão social para L. Queiroz & Cia, dando origem ao atual nome Elekeiroz e em 1910 construiu a primeira fábrica de Ácido Sulfúrico da América do Sul.
Em 1912, a Companhia, já transformada em Sociedade Anônima Produtos Químicos L. Queiroz, produzia e comercializava ácidos, adubos, inseticidas, formicidas e produtos farmacêuticos.
Em 1923, adquiriu o terreno em Várzea Paulista, onde hoje se encontra um dos sites de seu complexo industrial.
Em 1969, a Companhia abriu seu capital à subscrição pública.
Em 1982, a Itaúsa adquiriu a participação acionária do Dr. Henrique de Toledo Lara e passou a deter importante parcela do Capital, vindo a adquirir o controle acionário da Companhia em 1986.
Em 1995, a Elekeiroz do Nordeste incorporou a Produtos Químicos Elekeiroz S.A. e no ano seguinte a razão social foi alterada para Elekeiroz S.A.
Em 1998, foi vendida a unidade produtora de Fertilizantes, em Guará (SP) e a Companhia passou a se dedicar exclusivamente à produção e comercialização de produtos químicos intermediários.
Em 2000, a empresa obteve a certificação ISO 9001 para o sistema de gestão da qualidade para o desenvolvimento e produção de Resinas Poliéster, o que nos anos seguintes se estendeu para todas as unidades industriais.
Em 2002, adquiriu a Ciquine Companhia Petroquímica em Camaçari (BA), ampliando sua capacidade de produção de Anidrido Ftálico e Plastificantes e voltando a atuar na fabricação de álcoois.
Em 2013, adquiriu da planta de gás de síntese da empresa norte-americana Air Products em Camaçari (BA), fortalecendo a competitividade de produção dos Oxo-Álcoois no Brasil.
Em 2018, a Itaúsa vende o capital da empresa para o fundo H.I.G. Capital.
Em 2023, o Grupo OCQ (sigla para Oswaldo Cruz Química) anuncia a aquisição da Elekeiroz por um valor não divulgado.